# Navétanes
Pour l’article homonyme, voir Navétanes (sport).
Les Navétanes sont des migrants saisonniers d'Afrique de l'Ouest, notamment au Sénégal et en Gambie. Ces vastes déplacements de population, souvent en provenance de Guinée, étaient généralement liés à la culture de l'arachide.
L'étymologie de « navétane » trouve son explication dans le mot wolof nawete qui signifie « saison des pluies ».
Par extension le mot est employé pour désigner les rencontres informelles de football qui évoluent en marge des fédérations pendant la saison des pluies.